# ایستگاه ناکا اوراوا
ایستگاه ناکا اوراوا (به لاتین: Naka-Urawa Station) یک ایستگاه قطار در ژاپن است که در مینامی-کو، سایتاما واقع شده‌است.